# Diascia capsularis
Diascia capsularis är en flenörtsväxtart som beskrevs av George Bentham. Diascia capsularis ingår i släktet tvillingsporrar, och familjen flenörtsväxter. Inga underarter finns listade i Catalogue of Life.